# Cuisine du Shandong

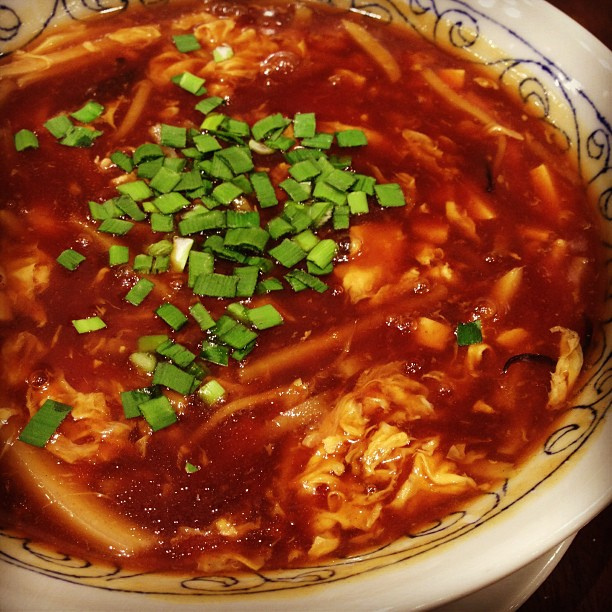
Soupe de nouilles aigre-douce.

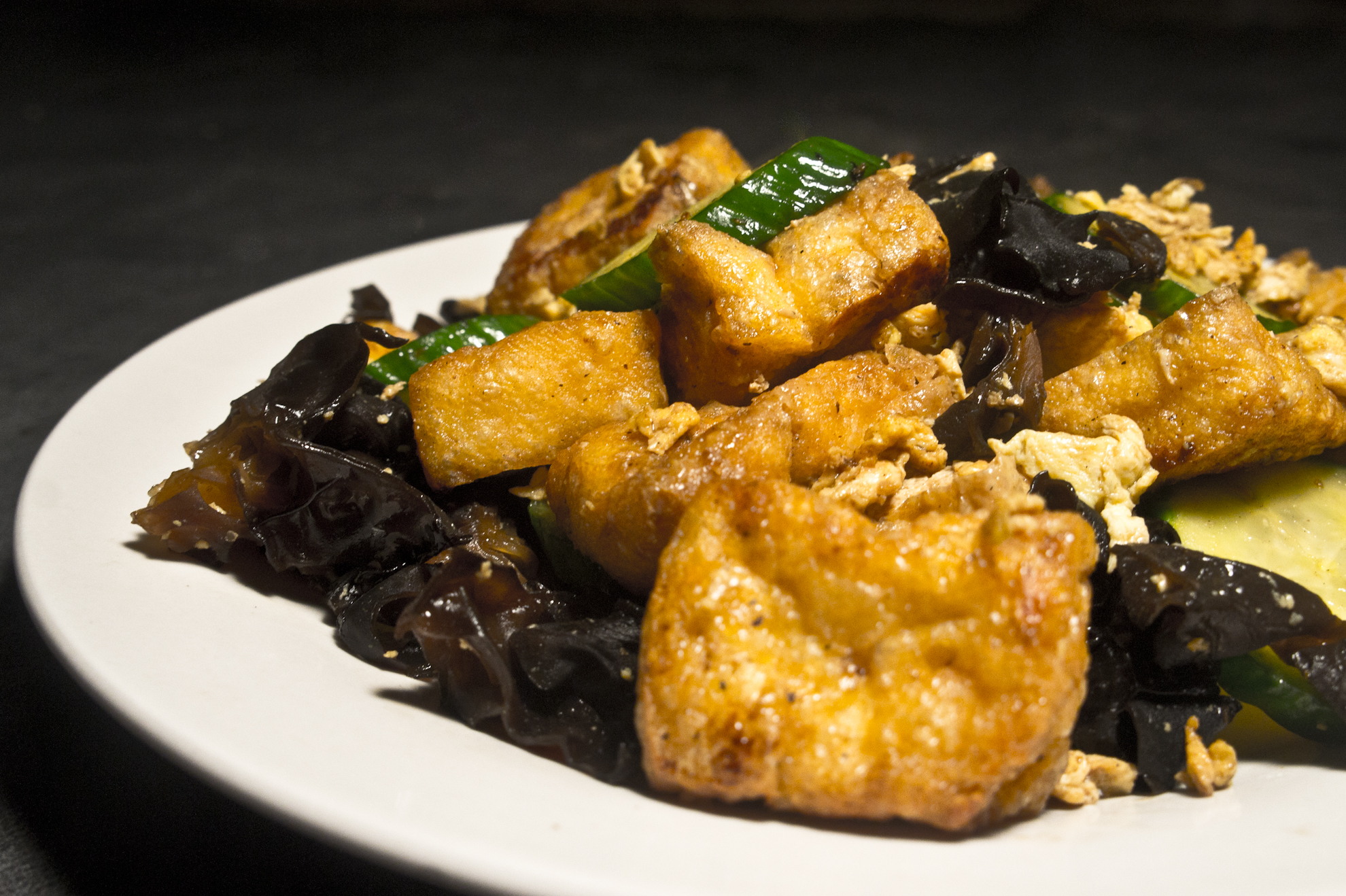
Porc muxu

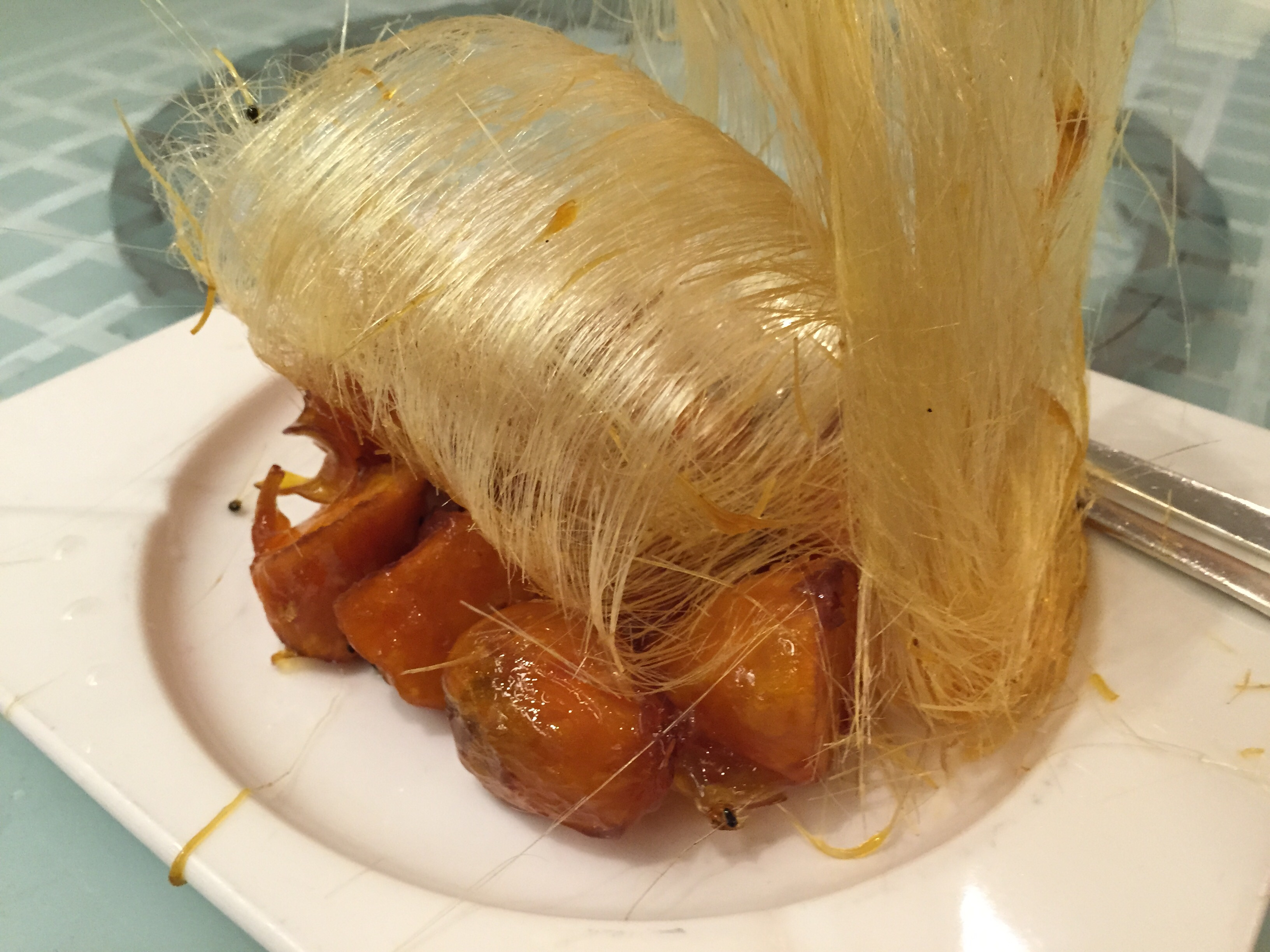
Patates douces confites de sucre filant.

La cuisine du Shandong, appelée en chinois lucai (chinois : 鲁菜 ; pinyin : lǔcài, en référence à l’abréviation de la province et à l'antique État de Lu), est la cuisine de la province du Shandong (山东, shāndōng), située à l'est de la Chine, au sud-est de Pékin et de la mer de Bohai et à l'ouest de la mer Jaune. Le chef-lieu est Jinan. Le Shandong est surtout une région de plaines mais une partie importante consiste en une presqu’île (Jiāodōng). La ville de Qingdao, ancienne concession prussienne, connue pour la bière Tsingtao qu'ont apportée les Bavarois, la plus vendue au monde, est une des autres villes célèbres de la province.
La cuisine du Shandong est une des huit grandes cuisines régionales de la Chine, groupées parfois en quatre grandes familles, connue sous le nom de Lu (鲁菜, lǔcài). Elle consiste en deux styles majeurs :
- le style Jiaodong à l'Est de la péninsule, inclut des plats de Fushan, Qingdao, Yantai et des régions environnantes. Il est caractérisé par les fruits de mer au goût léger ;
- le style Jinan inclut des plats de Jinan, Dezhou, Tai'an et des régions environnantes. Il est connu pour sa soupe et son utilisation dans divers plats.

La cuisine de Shandong a beaucoup influencé les cuisines chinoises du nord, en particulier celles de Pékin, de Tianjin et du Nord-Est.  Des plats typiques chez les particuliers du nord sont souvent préparés par les méthodes simplifiées du Shandong. 
Bien que les méthodes modernes de transport aient beaucoup augmenté la disponibilité des ingrédients partout en Chine, la cuisine de Shandong tient ses racines des traditions anciennes. Une particularité est la grande variété et la qualité exemplaire des produits de la mer, parmi lesquels les coquilles Saint-Jacques, les langoustines, les palourdes, les concombres de mer et les calamars.
Outre l’utilisation des fruits de mer, la cuisine de Shandong se distingue par son utilisation du maïs, qui n’est pas beaucoup cultivé ailleurs en Chine. À la différence du maïs doux de l’Amérique centrale, le maïs de Shandong est tendre et amidonné, avec une saveur d’herbe. Les épis sont souvent préparés à la vapeur ou bouillis, parfois les grains sont frits légèrement. 
La cuisine de Shandong se distingue aussi de la plupart des autres cuisines de Chine par son utilisation de graines telles que le millet, le blé, l’avoine et l’orge. Ces graines sont souvent servies en bouillie ou gruau (粥, zhōu), ou moulues et cuites à la vapeur, ou dans une grande variété de pains. Ces graines remplacent le riz comme aliment de base, comme souvent dans le Nord de la Chine, et contrairement à la plupart des autres régions.
Les pommes de terre, les tomates, les choux, les champignons, les oignons, l’ail, les poivrons et les aubergines font partie des aliments de base de la cuisine du Shandong. Les légumes verts ou de la mer sont également fréquents. Les choux, grands et doux, de la partie centrale de la province sont connus pour leur saveur délicate mais hardie. Ils font partie du régime d’hiver et sont mis en évidence dans de nombreux plats. Mais malgré cette production agricole diverse, la cuisine de Shandong n’utilise pas une variété de produits aussi vaste que les cuisines du Sud de la Chine.
Le Shandong est également connu pour ses cacahuètes qui sont savoureuses et naturellement douces. Bien souvent dans des repas formels aussi bien que décontractés, on sert de larges plateaux de cacahuètes, soit rôties soit frites rapidement. Elles sont aussi ajoutées à des plats froids. Elles y accompagnent également le thé, lorsqu'il est bu en dehors des repas.
La fabrication de vinaigre constitue sans doute la plus grande contribution du Shandong à la cuisine chinoise. Elle est due à des centaines d’années d’expérience et des méthodes locales uniques. Différent des vinaigres légers des régions du sud, le vinaigre de Shandong a une saveur riche et complexe, connue de tous spécialistes. 

## Plats représentatifs
- Jiaozi (水餃, shuǐ jiǎo, « raviolis bouillis ») et Guotie (chinois : 锅贴 ; pinyin : guōtiē ; litt. « colle à la marmite », raviolis grillés)
- Boulette de viande quatre-bonheurs (ou sixi) (chinois : 四喜丸子 ; pinyin : sìxǐ wánzi)
- Soupe aux nids d’hirondelles (燕窝汤, yàn wō tāng)
- Carpe du fleuve Jaune à la sauce aigre-douce (糖醋黄河鲤, tángcù Huánghé lǐ)
- Coquilles Saint-Jacques séchées « de bon augure » (吉利干扇贝, jílì gān shānbèi)
- Crevettes géantes grillées (烤巨虾, kǎo jù xiā)
- Concombre de mer frit aux oignons (葱油煎海参, cōng yóujiān hǎishēn)
- Maïs avec crevettes séchées (玉米用干虾, yùmǐ yòng gān xiā)
- Grandes ailes de poulet de Jiaodong (大胶东鸡翼, dà jiāo dōng jī yì)
- Poires en boules au miel (梨球用蜂蜜, lí qiú yòng fēngmì)
- Chaotian guo (zh), plat de Weifang (朝天锅, cháotiān guō)
- Poulet braisé de Dezhou (zh) (德州扒鸡, dézhōu bā jī)
- Zhajiang mian (炸酱面, zhájiàng miàn, « Nouilles zhajiang »)
- Soupe suanla (酸辣汤, suānlà tāng, également connu sous le nom de soupe pékinoise)

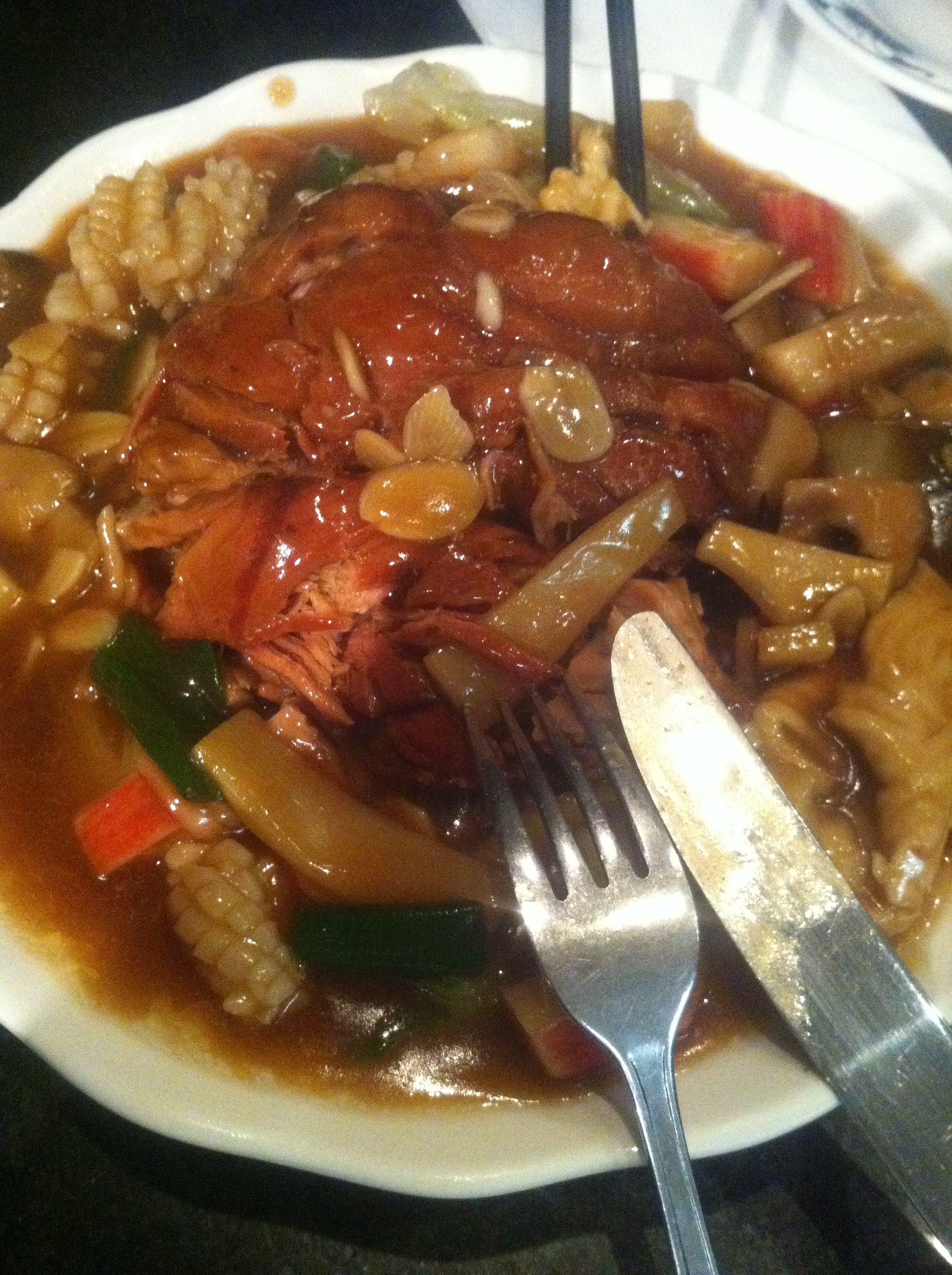
Dés de porc en marmite (坛子肉, tánzi ròu).
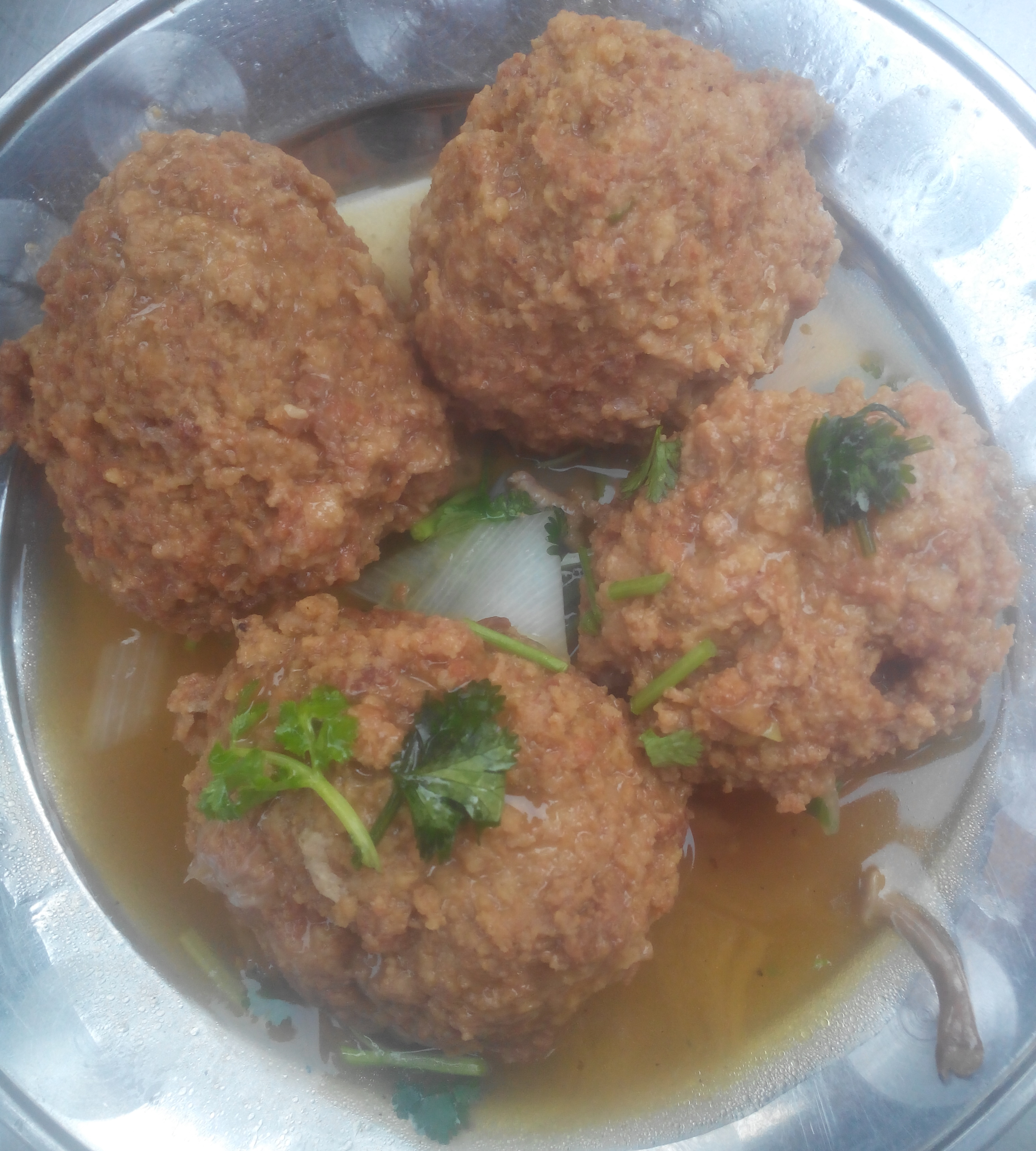
Boulette de viande sixi (四喜丸子, sìxǐ wánzi).
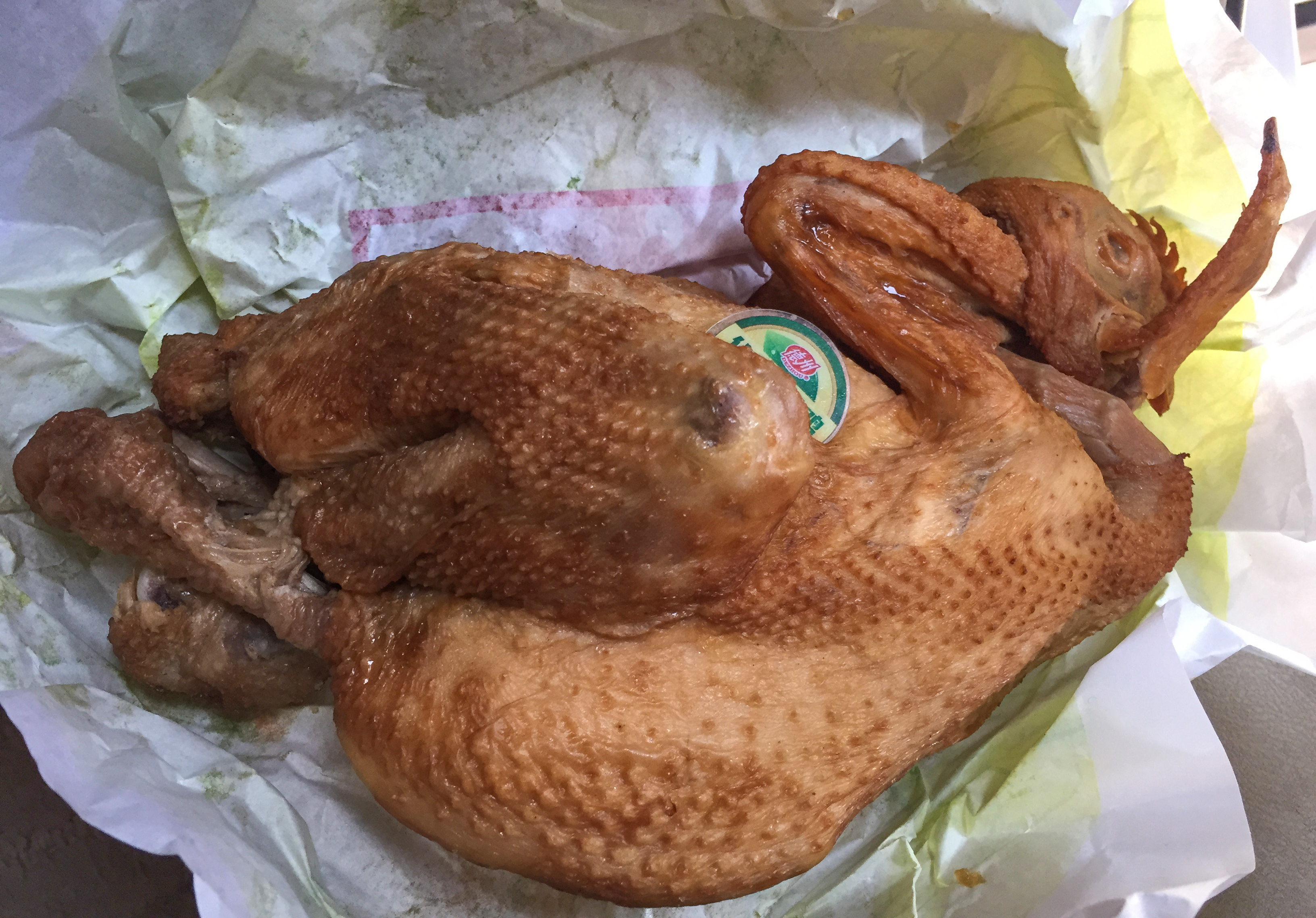
Poulet braisé de Dezhou (zh) (德州扒鸡
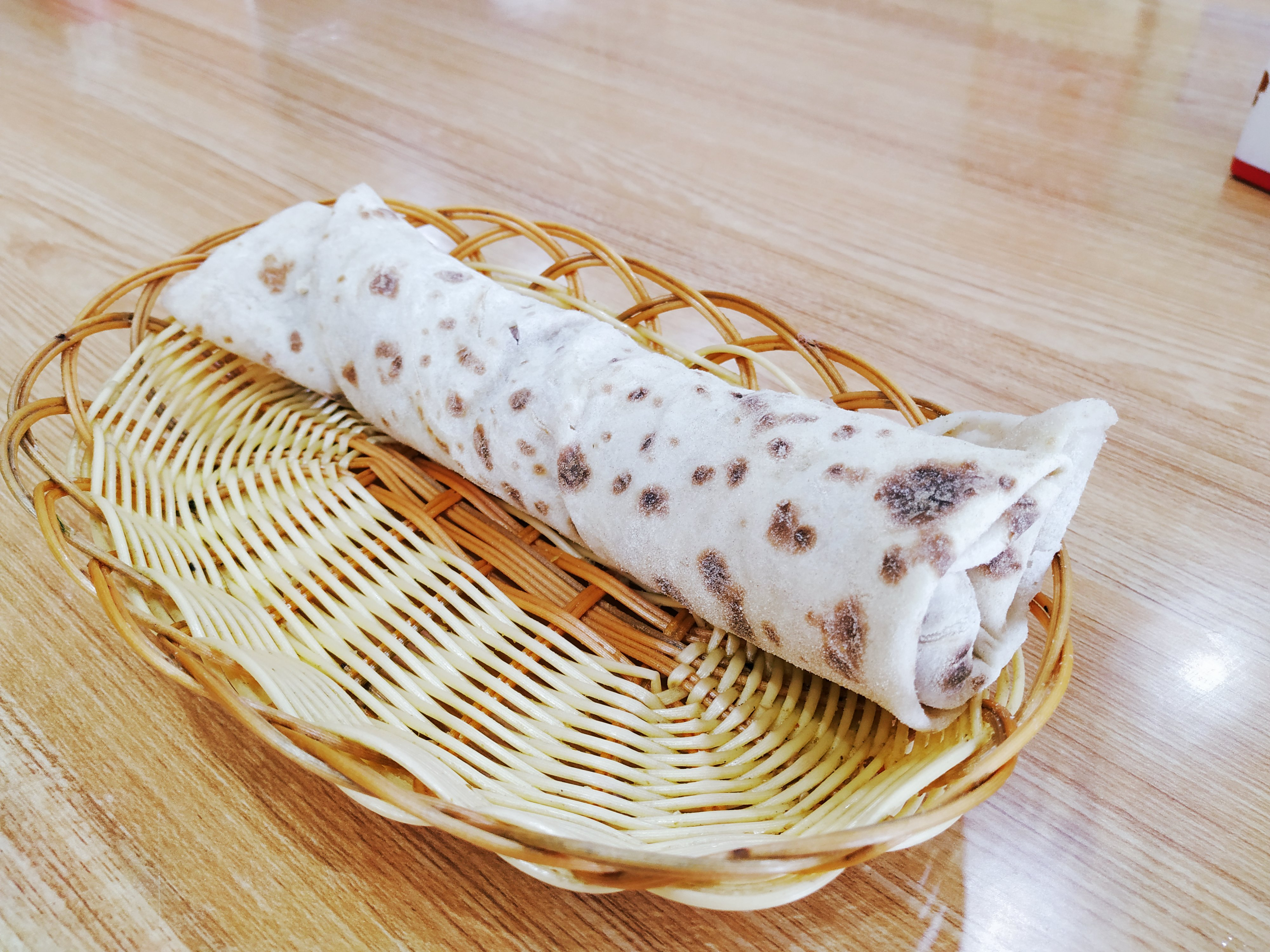
Chaotian guo (朝天锅, cháotiān guō).